# Trochoidea caroni
Trochoidea caroni is een slakkensoort uit de familie van de Hygromiidae. De soort is endemisch in Italië.
Trochoidea caroni werd voor het eerst wetenschappelijk beschreven als Helix caroni door Deshayes in 1832.